# おたんこナース
『おたんこナース』は、佐々木倫子作、小林光恵原案・取材による、看護婦を題材とした日本の医療漫画。『ビッグコミックスピリッツ』（小学館）で1995年から1998年にかけて連載された。後に小林によって『ぼけナース』（角川文庫）というタイトルで小説化されている。単行本は小学館から全6巻(Spirits healthcare comics　大判)。ビッグコミックスは全7巻。
気が強くてドジな新米看護婦・似鳥（にたとり）ユキエが、さまざまな患者との出会い、先輩の指導などを通じて、看護婦として成長していく姿を描く作品。作品全体のトーンはコメディタッチだが、患者の家族と看護婦との軋轢を描いた回、主人公ユキエの担当患者が死亡する回など、シリアスな話も多く含まれる。

## 登場人物

### 東京K病院・内科

#### 看護師
似鳥 ユキエ（にたとり ゆきえ）　
主人公。正義感が強く熱心だが、おっちょこちょいかつ負けず嫌いな性格で、相手を見返す事に関しては努力を惜しまない。それが原因で、トラブルを巻き起こす事もしばしば。高校時代は太宰治に没頭した。連載当初は新人ナースだったが、最終話には後輩も入ってきて2年目に突入する。茨城県出身。両親に兄一人。
本田 雅子（ほんだ まさこ）
ユキエの同僚にして、幼馴染。眼鏡を掛けている。ユキエの一番の理解者でもある。ユキエとは対照的に、大人しく献身的な性格。最終話ではホスピスへの移動を希望する。
堀田(ほりた)
ユキエ達の先輩ナース。短気な性格で、単にイライラしたからという理由でユキエを怒鳴りつける事もある。また、自分にとって看護とは何なのかと迷うユキエに「看護とはビジネスである」と言い切るが、病気の子供に懐かれてみたい願望はある（子供が嫌いなので小児科で勤めることは叶わなかった）。しょっぱい物好き。
丸田(まるた)
ユキエ達の先輩ナース。採血の名手で、完璧主義者。学生時代はバレーボール部に所属。院内バレーボール大会では、妥協を許さないスパルタぶりを見せた。その際ユキエ達の間では、平成版東洋の魔女と呼ばれていた。
主任(しゅにん)
氏名不詳。常に微笑を絶やさない。厳しくも優しい性格で、内科看護師の間からは慕われ、患者からも人気がある。非常に有能だが、まれにミスを起こす事がある。ユキエが目標として標榜する存在。ラガーマンに対して勝手なイメージを持っている。酒好き。最終話にて家庭の事情により退職。
婦長(ふちょう)
氏名不詳。内科看護師を総轄する大ベテラン。鋭い洞察力があり、時々ユキエ達部下に適切なアドバイスを与える。淡々としていながら威厳ある態度に、どんな我が儘な患者も毒気を抜かれたようになってしまう。

#### 医師
久米(くめ)
ユキエと同期の研修医。認知症の患者の扱いに困ったり、医師としての能力の壁に突き当り、悩み、落ち込んだりと、生真面目な面を持つ。ユキエと同じく太宰治好き。運動神経は普通レベル。研修医の過酷さも久米を通じて描かれる。
錦織(にしきおり)
3年目の研修医。代々医者の家柄で、エリートを鼻に掛ける言動が目立つ。ユキエとともに患者を受け持った時に江戸っ子気質の患者との「コミュケーションがうまくいかない」と悩んでいたが、それを改善しようと落語を聴きあまり意味のない努力をした。
本条(ほんじょう)
初老のベテラン内科医師で、自他共に認める「名医」。ミスをしたユキエの真似をしてからかったり、わざと患者の前でユキエを叱って面白がってみたりと、平時は常に飄々とした態度を崩さないお茶目な医師。